# Salvador Casañas
Salvador Casañas y Pagés (Barcelona, 5 de noviembre de 1834-Barcelona, 27 de octubre de 1908) fue un obispo y cardenal español.

## Biografía

### Sacerdocio

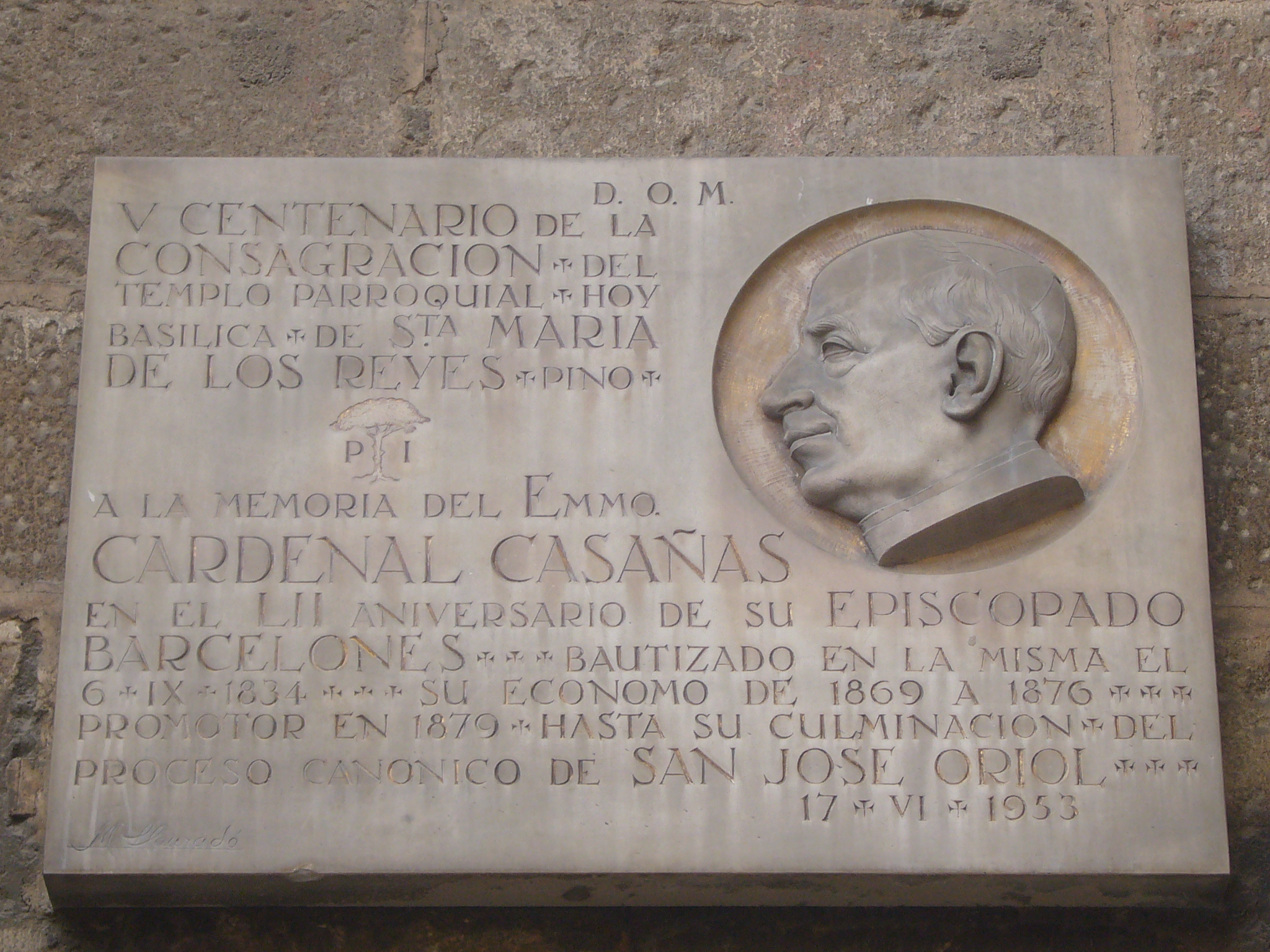
Placa de homenaje en la fachada de Santa María del Pino de Barcelona.

Estudió en el Seminario Conciliar de Barcelona y más tarde en la Universidad de Valencia, donde en 1857 se licenció en teología. Fue ordenado sacerdote en Barcelona el 18 de diciembre de 1858, destinándosele a la parroquia de Santa María del Pino de esa ciudad como párroco ecónomo, cargo que ocupó durante veinte años. Mientras tanto fue profesor y después rector del seminario barcelonés y canónigo administrador de la catedral.

### Episcopado
El 23 de marzo de 1879, en Barcelona, fue consagrado obispo titular de Ceramo y nombrado administrador apostólico del obispado de Urgel para suplir las funciones del titular José Caixal y Estradé, quien vivía exiliado en Roma como consecuencia del desenlace de la tercera guerra carlista. Caixal murió a finales de aquel mismo año y entonces Casañas fue nombrado obispo de Urgel sede plena. En este mismo año, 1879, por elección de los obispos de la provincia eclesiástica Tarraconense y nombramiento de Alfonso XII, fue proclamado senador.
Casañas, que mostraba simpatía hacia el carlismo, mantuvo la actividad pastoral con una importante proyección patriótica catalanista, y en este sentido impulsó la conmemoración del milenario de Montserrat (1880) y la restauración del monasterio de Ripoll (1893). Desde su título de copríncipe de Andorra, inherente al de obispo de Urgel, defendió la independencia de este principado ante los intentos anexionistas de Francia de los años 1882, 1894 y 1895.

### Cardenalato
El 25 de junio de 1896 el papa León XIII lo nombrara cardenal de Santos Quirico y Julita.

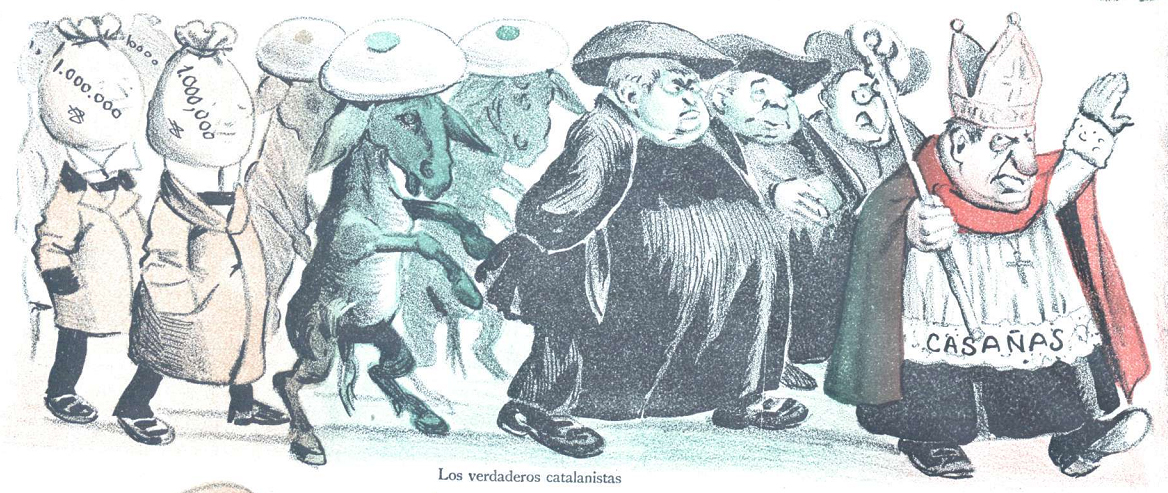
«Los verdaderos catalanistas», caricatura de Tovar en la revista satírica madrileña Don Quijote, noviembre de 1901.

En 1901 fue nombrado obispo de Barcelona a petición del ayuntamiento de la ciudad. En 1902 autorizará la creación por parte de la beata Petra de San José de la Pía Unión, hoy Asociación San José de la Montaña, agregada canónicamente a la venerable Archicofradía de San José de Falagnami en Roma. Participó en el cónclave de 1903 que eligió al papa Pío X. En el claustro de la catedral barcelonesa, el día de Navidad de 1905, Casañas fue objeto de un atentado anarquista del cual salió ileso. En el año siguiente fue uno de los principales impulsores de la participación del catalanismo católico en la coalición Solidaridad Catalana que resultó vencedora en las elecciones de aquel año.

### Entierro
Está enterrado en la catedral de Barcelona. A su muerte, el Ayuntamiento le dedicó una calle adyacente a la iglesia de Santa María del Pino, de la cual había sido párroco durante tantos años.